# Atletismo nos Jogos Olímpicos de Verão de 2008 - 1500 m masculino
A competição dos 1500 metros masculino nos Jogos Olímpicos de Verão de 2008 aconteceu nos dias 15 a 19 de agosto no Estádio Nacional de Pequim. O padrão classificatório é 3:36.60 (padrão A) e 3:39.00 (padrão B).
Originalmente Rashid Ramzi, do Bahrein, havia conquistado a medalha de ouro, mas teve sua medalha cassada em 17 de novembro de 2009. O teste antidoping marcou positivo para a substância CERA, uma evolução da eritropoietina.

## Medalhistas
| Ouro   | KEN Asbel Kiprop    |
| Prata  | NZL Nicholas Willis |
| Bronze | FRA Mehdi Baala     |

## Recordes
Antes desta competição, os recordes mundiais e olímpicos da prova eram os seguintes:
| Tipo | Atleta             | Tempo   | Local  | Data                   |
| ---- | ------------------ | ------- | ------ | ---------------------- |
|      | Hicham El Guerrouj | 3:26.00 | Roma   | 14 de julho de 1998    |
|      | Quênia Noah Ngeny  | 3:32.07 | Sydney | 29 de setembro de 2000 |

## Eliminatórias

### Eliminatórias 1
| Pos. | Nome                | País               | PB      | SB      | Tempo   | Notas |
| ---- | ------------------- | ------------------ | ------- | ------- | ------- | ----- |
| 1    | Tarek Boukensa      | ALG Argélia        | 3:30.92 | 3:31.98 | 3:36.11 | Q     |
| 2    | Nicholas Willis     | NZL Nova Zelândia  | 3:32.17 | 3:33.51 | 3:36.01 | Q     |
| 3    | Javier Carriqueo    | ARG Argentina      | 3:38.62 | 3:39.36 | 3:39.36 |       |
| 4    | Leonel Manzano      | USA Estados Unidos | 3:35.29 | 3:36.67 | 3:36.67 | q     |
| 5    | Taylor Milne        | CAN Canadá         | 3:36.00 | 3:36.00 | 3:41.56 |       |
| 6    | Juan Luis Barrios   | MEX México         | 3:37.71 | 3:37.87 | -       | DNS   |
| 7    | Mehdi Baala         | FRA França         | 3:28.98 | 3:32.00 | 3:35.87 | Q     |
| 8    | Youssef Baba        | MAR Marrocos       | 3:32.13 | 3:33.85 | 3:42.13 |       |
| 9    | Daham Naim Bashir   | QAT Catar          | 3:31.04 | 3:34.77 | 3:36.05 | Q     |
| 10   | Vyacheslav Shabunin | RUS Rússia         | 3:32.28 | 3:37.99 | 3:42.53 |       |
| 11   | Deresse Mekonnen    | ETH Etiópia        | 3:33.71 | 3:33.71 | 3:36.22 | Q     |
| 12   | Reyes Estevez       | ESP Espanha        | 3:30.57 | 3:34.98 | 3:39.62 |       |

### Eliminatórias 2
| Pos. | Nome                    | País               | PB      | SB      | Tempo   | Notas |
| ---- | ----------------------- | ------------------ | ------- | ------- | ------- | ----- |
| 1    | Nathan Brannen          | CAN Canadá         | 3:34.65 | 3:34.65 | 3:41.45 | Q     |
| 2    | Juan Carlos Higuero     | ESP Espanha        | 3:31.57 | 3:32.57 | 3:41.70 | Q     |
| 3    | Asbel Kiprop            | KEN Quênia         | 3:31.64 | 3:31.64 | 3:41.28 | Q     |
| 4    | Mitchell Kealey         | AUS Austrália      | 3:36.21 | 3:36.21 | 3:46.31 |       |
| 5    | Bernard Lagat           | USA Estados Unidos | 3:26.34 | 3:35.14 | 3:41.98 | Q     |
| 6    | Hais Welday             | ERI Eritreia       | 3:37.25 | 3:37.25 | 3:45.06 |       |
| 7    | Ivan Heshko             | UKR Ucrânia        | 3:30.33 | 3:43.95 | -       | DNS   |
| 8    | Alistair Cragg          | IRL Irlanda        | 3:36.18 | 3:39.12 | 3:44.90 |       |
| 9    | Mohammed Othman Shaween | KSA Arábia Saudita | 3:33.90 | 3:33.90 | 3:45.82 |       |
| 10   | Isiah Msibi             | SWZ Suazilândia    | 3:51.35 | 3:51.35 | 3:51.35 | PB    |
| 11   | Tom Lancashire          | GBR Grã-Bretanha   | 3:35.33 | 3:35.33 | 3:43.40 |       |
| 12   | Goran Nava              | SRB Sérvia         | 3:38.35 | 3:38.35 | 3:42.92 |       |
| 13   | Antar Zerguelaine       | ALG Argélia        | 3:31.95 | 3:33.32 | 3:42.30 | Q     |

### Eliminatórias 3
| Pos. | Nome               | País               | PB      | SB      | Tempo   | Notas |
| ---- | ------------------ | ------------------ | ------- | ------- | ------- | ----- |
| 1    | David Freeman      | PUR Porto Rico     | 3:38.90 | 3:39.70 | 3:39.70 | SB    |
| 2    | Hudson de Souza    | BRA Brasil         | 3:33.25 | 3:36.89 | 3:37.06 |       |
| 3    | Byron Piedra       | ECU Equador        | 3:37.88 | 3:45.17 | 3:45.57 |       |
| 4    | Demma Daba         | ETH Etiópia        | 3:35.27 | 3:35.27 | 3:37.78 |       |
| 5    | Arturo Casado      | ESP Espanha        | 3:33.14 | 3:33.14 | 3:36.42 | Q     |
| 6    | Lopez Lomong       | USA Estados Unidos | 3:36.36 | 3:36.36 | 3:36.70 | Q     |
| 7    | Abdalaati Iguider  | MAR Marrocos       | 3:31.88 | 3:31.88 | 3:36.48 | Q     |
| 8    | Andy Baddeley      | GBR Grã-Bretanha   | 3:34.36 | 3:34.36 | 3:36.47 | Q     |
| 9    | Juan van Deventer  | RSA África do Sul  | 3:34.46 | 3:34.46 | 3:36.32 | Q     |
| 10   | Nicholas Kemboi    | KEN Quênia         | 3:33.72 | 3:35.25 | 3:41.56 |       |
| 11   | Tiidrek Nurme      | EST Estônia        | 3:38.59 | 3:38.59 | 3:38.59 | PB    |
| 12   | Belal Mansoor Ali  | BRN Bahrein        | 3:31.49 | 3:33.12 | 3:36.84 | q     |
| 13   | Abdalla Abdelgadir | SUD Sudão          | 3:38.93 | 3:38.93 | 3:47.65 |       |

### Eliminatórias 4
| Pos. | Nome                    | País          | PB      | SB      | Tempo   | Notas |
| ---- | ----------------------- | ------------- | ------- | ------- | ------- | ----- |
| 1    | Mulugeta Wendimu        | ETH Etiópia   | 3:31.13 | 3:34.67 | 3:36.67 | q     |
| 2    | Kamal Thamer Ali        | QAT Catar     | 3:35.56 | 3:35.56 | 3:41.08 |       |
| 3    | Rashid Ramzi            | BRN Bahrein   | 3:29.14 | 3:32.89 | 3:32.89 | Q SB  |
| 4    | Mohamed Moustaoui       | MAR Marrocos  | 3:32.06 | 3:32.06 | 3:34.80 | Q     |
| 5    | Kevin Sullivan          | CAN Canadá    | 3:31.71 | 3:35.78 | 3:36.05 | Q     |
| 6    | Christian Obrist        | ITA Itália    | 3:35.32 | 3:35.91 | 3:35.91 | Q SB  |
| 7    | Carsten Schlangen       | GER Alemanha  | 3:34.99 | 3:34.99 | 3:36.34 | q     |
| 8    | Chauncy Master          | MAW Malawi    | 3:42.73 | 3:42.73 | 3:44.96 |       |
| 9    | Augustine Kiprono Choge | KEN Quênia    | 3:31.57 | 3:31.57 | 3:35.47 | Q     |
| 10   | Mahamoud Farah          | DJI Djibuti   | 3:39.29 | 3:39.29 | 3:43.62 |       |
| 11   | Kamel Boulahfane        | ALG Argélia   | 3:32.44 | 3:33.33 | 3:45.59 |       |
| 12   | Jeffrey Riseley         | AUS Austrália | 3:36.03 | 3:36.03 | 3:53.95 |       |

## Semifinais

### Semifinal 1
| Pos. | Atleta/País             | Tempo   | Notas |
| ---- | ----------------------- | ------- | ----- |
| 1    | KEN Asbel Kiprop        | 3:37.04 | Q .   |
| 2    | MAR Abdalaati Iguider   | 3:37.21 | Q     |
| 3    | ESP Juan Carlos Higuero | 3:37.31 | Q     |
| 4    | ITA Christian Obrist    | 3:37.47 | Q     |
| 5    | BRN Belal Mansoor Ali   | 3:37.60 | Q     |
| 6    | RSA Juan van Deventer   | 3:37.75 | q     |
| 7    | QAT Daham Najim Bashir  | 3:37.77 | q     |
| 8    | GER Carsten Schlangen   | 3:37.94 | .     |
| 9    | CAN Nathan Brannen      | 3:39.10 | .     |
| 10   | ETH Mulugeta Wendimu    | 3:40.16 | .     |
| 11   | ALG Antar Zerguelaine   | 3:40.64 | .     |
| 12   | USA Lopez Lomong        | 3:41.00 | .     |

### Semifinal 2
| Pos. | Atleta/País                 | Tempo   | Notas |
| ---- | --------------------------- | ------- | ----- |
| 1    | BRN Rashid Ramzi            | 3:37.11 | Q     |
| 2    | FRA Mehdi Baala             | 3:37.47 | Q     |
| 3    | GBR Andrew Baddeley         | 3:37.47 | Q     |
| 4    | KEN Augustine Kiprono Choge | 3:37.54 | Q     |
| 5    | NZL Nicholas Willis         | 3:37.54 | Q     |
| 6    | USA Bernard Lagat           | 3:37.79 | .     |
| 7    | ETH Deresse Mekonnen        | 3:37.85 | .     |
| 8    | ALG Tarek Boukensa          | 3:39.73 | .     |
| 9    | CAN Kevin Sullivan          | 3:40.30 | .     |
| 10   | MAR Mohamed Moustaoui       | 3:40.90 | .     |
| 11   | ESP Arturo Casado           | 3:41.57 | .     |
| 12   | USA Leonel Manzano          | 3:50.33 | .     |

## Final
| Pos.              | Atleta/País                 | Tempo   | Notas |
| ----------------- | --------------------------- | ------- | ----- |
| Medalha de ouro   | KEN Asbel Kiprop            | 3:33.11 | .     |
| Medalha de prata  | NZL Nicholas Willis         | 3:34.16 | .     |
| Medalha de bronze | FRA Mehdi Baala             | 3:34.21 | .     |
| 4                 | ESP Juan Carlos Higuero     | 3:34.44 | .     |
| 5                 | MAR Abdalaati Iguider       | 3:34.66 | .     |
| 6                 | RSA Juan van Deventer       | 3:34.77 | .     |
| 7                 | BRN Belal Mansoor Ali       | 3:35.23 | .     |
| 8                 | GBR Andrew Baddeley         | 3:35.37 | .     |
| 9                 | KEN Augustine Kiprono Choge | 3:35.50 | .     |
| 10                | QAT Daham Najim Bashir      | 3:37.68 | .     |
| 11                | ITA Christian Obrist        | 3:39.87 |       |
|                   | BRN Rashid Ramzi            | 3:32.94 | DSQ   |

Legenda
| Recorde mundial      | Recorde mundial (World record)               |                       | Recorde africano                      | Recorde africano (African) |                                           | Q | Classificado por posição (Qualified) |
| Recorde olímpico     | Recorde olímpico (Olympic record)            | Recorde da América    | Recorde da América (Americas)         | q                          | Classificado por melhor tempo (Qualified) |   |                                      |
| Melhor marca do ano  | Melhor marca do ano (World leading)          | Recorde asiático      | Recorde asiático (Asian)              | DNS                        | Não largou (Did not start)                |   |                                      |
| Recorde nacional     | Recorde nacional (National record)           | Recorde europeu       | Recorde europeu (European)            | DNF                        | Não terminou (Did not finish)             |   |                                      |
| Recorde pessoal      | Recorde pessoal do atleta (Personal best)    | Recorde da Oceania    | Recorde da Oceania (Oceania)          | DSQ / DQ                   | Desclassificado (Disqualified)            |   |                                      |
| Recorde da temporada | Recorde da temporada do atleta (Season best) | Recorde sul-americano | Recorde sul-americano (South America) | NM                         | Sem marca (No mark)                       |   |                                      |